# Vaggelīs Kaounos
Vaggelīs Kaounos (in greco Βαγγέλης Καούνος?; Arta, 29 ottobre 1977) è un ex calciatore greco, di ruolo attaccante.

## Carriera
Ha giocato nella massima serie greca.